# Avzzerivier
Avzzerivier  (Samisch: Ávžžejohka) is een rivier die stroomt in de Zweedse  gemeente Kiruna. De rivier ontvangt haar water op de  westelijke hellingen van de 762 meter hoge Jorbaberg (Jorbacohkka). De rivier stroomt naar het zuiden en mondt uit in de Laimoviken, bij het gelijknamige Saamidorp. Ze is circa 7 kilometer lang.
Afwatering: Avzzerivier → (Laimoviken) → (Torneträsk → Torne → Botnische Golf